# آندره لوپر
آندره لوپر (فرانسوی: André Lepère‎; ۹ سپتامبر ۱۸۷۸ – ۲۶ مارس ۱۹۶۴) یک دوچرخه‌سوار اهل فرانسه بود.